# آلبرتاپیما
آلبرتاپیما (نام علمی: Albertadromeus) نام یک سرده از راسته پرنده‌کفلان است.